# 大观镇 (望谟县)
大观镇，是中华人民共和国贵州省黔西南布依族苗族自治州望谟县下辖的一个乡镇级行政单位。
2013年6月24日，贵州省人民政府批复同意撤销大观乡建制，设置大观镇，镇人民政府驻大观村。

## 行政区划
大观镇下辖以下地区：
大观村、纳岸村、拉洋村、里来村、大塘村、红星村、里穴村、纳丁村、团结村和伏开村。